# Urtica glomeruliflora
Urtica glomeruliflora är en nässelväxtart som beskrevs av Ernst Gottlieb von Steudel. Urtica glomeruliflora ingår i släktet nässlor, och familjen nässelväxter. Inga underarter finns listade i Catalogue of Life.